# Mythe van Etana

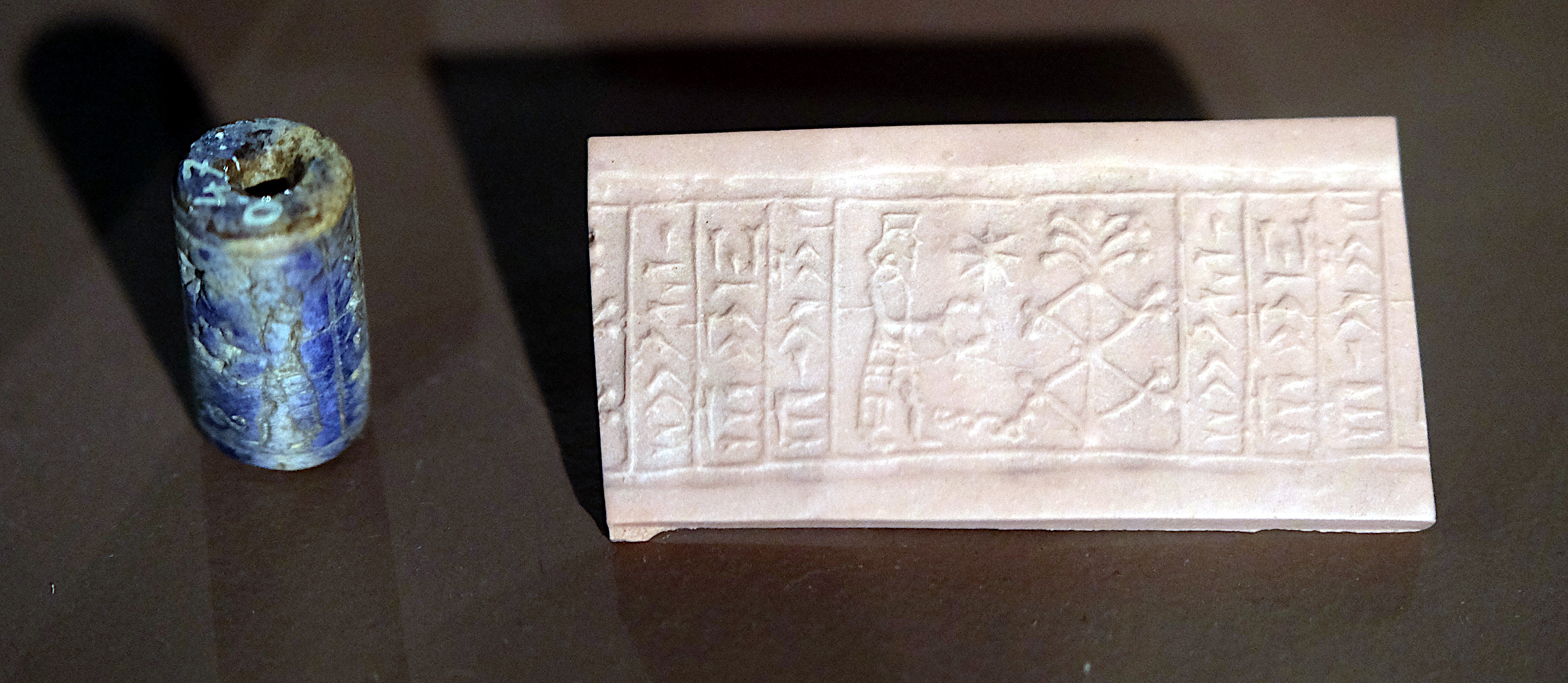
Cilinderzegel met de voorstelling van de mythe van Etana. Archaïsche dynastie (2800 voor Chr. - 2450 voor Chr.) Dit is een van de stukken die Gustave Hagemans meebracht tijdens een reis naar de Levant. Hij schonk het in 1861 aan het toenmalige Musée Royal d'Armures, d'Antiquités et d'Ethnologie in de Hallepoort, nu de Koninklijke Musea voor Kunst en Geschiedenis.

De Mythe van Etana is een Soemerische legende met als hoofdpersonage Etana, de koning van Kish, die wanhopig poogt een zoon te krijgen om hem op te volgen. De tekst is niet volledig tot ons gekomen: het einde ervan ontbreekt. 
Het verhaal begint met de geschiedenis van een slang en een arend, in vriendschap verbonden tot deze laatste de kinderen van de eerste ging opeten. De slang zoekt raad bij Utu, de zonnegod, die haar aanraadt de arend in een val te lokken door zichzelf schuil te houden in het karkas van een stier, en te wachten tot de vogel nadert om hem dan te pakken. Zo doet de slang het ook, en daarna gooit zij de arend in een put, na hem zodanig verminkt te hebben dat hij niet meer kan opvliegen, en omkomt.
Op dat punt verschijnt Etana op het toneel, de koning van Kish. Hij verlangt vurig naar een zoon. Daarvoor gaat hij te rade bij Utu, die ook door de arend te hulp wordt geroepen. Van twee deugden één makend, zegt Utu aan Etana dat de oplossing erin zou bestaan een "kinderverwekkingsplant" te vinden, die zich in de Hemel bevindt, daar waar de goden huizen. Om zich in dit voor sterfelijken ontoegankelijk oord te begeven, raadt de god hem aan de arend uit zijn put te halen, hem te verzorgen, en hem dan om hulp te vragen bij het zoeken. Aanvankelijk wil de arend hem niet helpen. Pas na lange smeekbeden van Etana stemt hij erin toe.
Zo vliegt Etana dus op de rug van de arend naar de Hemel. Na een lange vlucht, hij ziet zelfs de Aarde niet meer, komt hij daar aan. Hij ontmoet er de godin van de vrouwelijkheid, aan wie hij de gave van de vruchtbaarheid vraagt (de plant). Zij stemt hierin toe. Met de gave van de vruchtbaarheid kan Etana zich van nageslacht verzekeren. De Soemerische koningslijst geeft aan dat Etana inderdaad een zoon als opvolger kreeg. Zo werd hij de eerste koning van de geschiedenis.